# Диполд II фон Берг-Шелклинген
Диполд II фон Берг-Шелклинген (на немски: Diepold II von Berg-Schelklingen; † между 19 май 1160 и 1165) от швабския род фон Берг е граф на Берг-Шелклинген.

## Произход
Той е син на граф Хайнрих I фон Берг († пр. 1116, като монах в Цвифалтен) и съпругата му Аделхайд фон Мохентал († 1125, като духовничка), дъщеря на Диполд II фон Фобург († 1078), маркграф в Нордгау, и принцеса Луитгард фон Церинген († 1119), дъщеря на Бертхолд I фон Церинген, херцог на Каринтия. Внук е на граф Попо I фон Берг-Шелклинген († 1110) и София Унгарска († 1110), дъщеря на унгарския крал Саломон (1052 – 1087) и Юдит Мария Швабска († 1092/1096), дъщеря на император Хайнрих III (1017 – 1056).
Сестра му Рикса фон Берг-Шелклинген († 1125) е омъжена за кралския син херцог Владислав I от Бохемия († 1125) и е майка на бохемския крал Владислав II († 1174). Сестра му Салома фон Берг-Шелклинген († 1144) е омъжена за полския крал Болеслав III († 1138).

## Фамилия
Диполд II фон Берг-Шелклинген се жени за графиня Гизела фон Дисен-Андекс-Мерания († сл. 8 април 1150), дъщеря на граф Бертхолд II фон Дисен-Андекс († 1151) и първата му съпруга София фон Истрия († 1132), дъщеря на маркграф Попо II от Истрия и Рихарда фон Спонхайм. Те имат седем деца:
- Бертхолд фон Берг-Шелклинген († сл. 1195)
- Улрих I фон Берг († ок. 22 декември 1209), граф на Берг, женен за Аделхайд фон Ронсберг († 1205), дъщеря на граф и маркграф Хайнрих I фон Ронсберг († 1191)
- Хайнрих фон Берг († 14 април 1197), епископ на Пасау (1169 – 1171) и Вюрцбург (1191 – 1197)
- Ото II фон Берг († 17 март 1220), епископ на Фрайзинг (1184 – 1220)
- Диполд фон Берг († 3 ноември 1190 в Акра, епископ на Пасау (1172 – 1190)
- Манеголд фон Берг († 9 юни 1215 във Виена), абат на Св. Георген, Кремсмюнстер (1183 – 1206), Тегернзе (1190 – 1206), епископ на Пасау (1206 – 1215)
- ? Гизела фон Берг († 14 май 11??)